# Натальная астрология

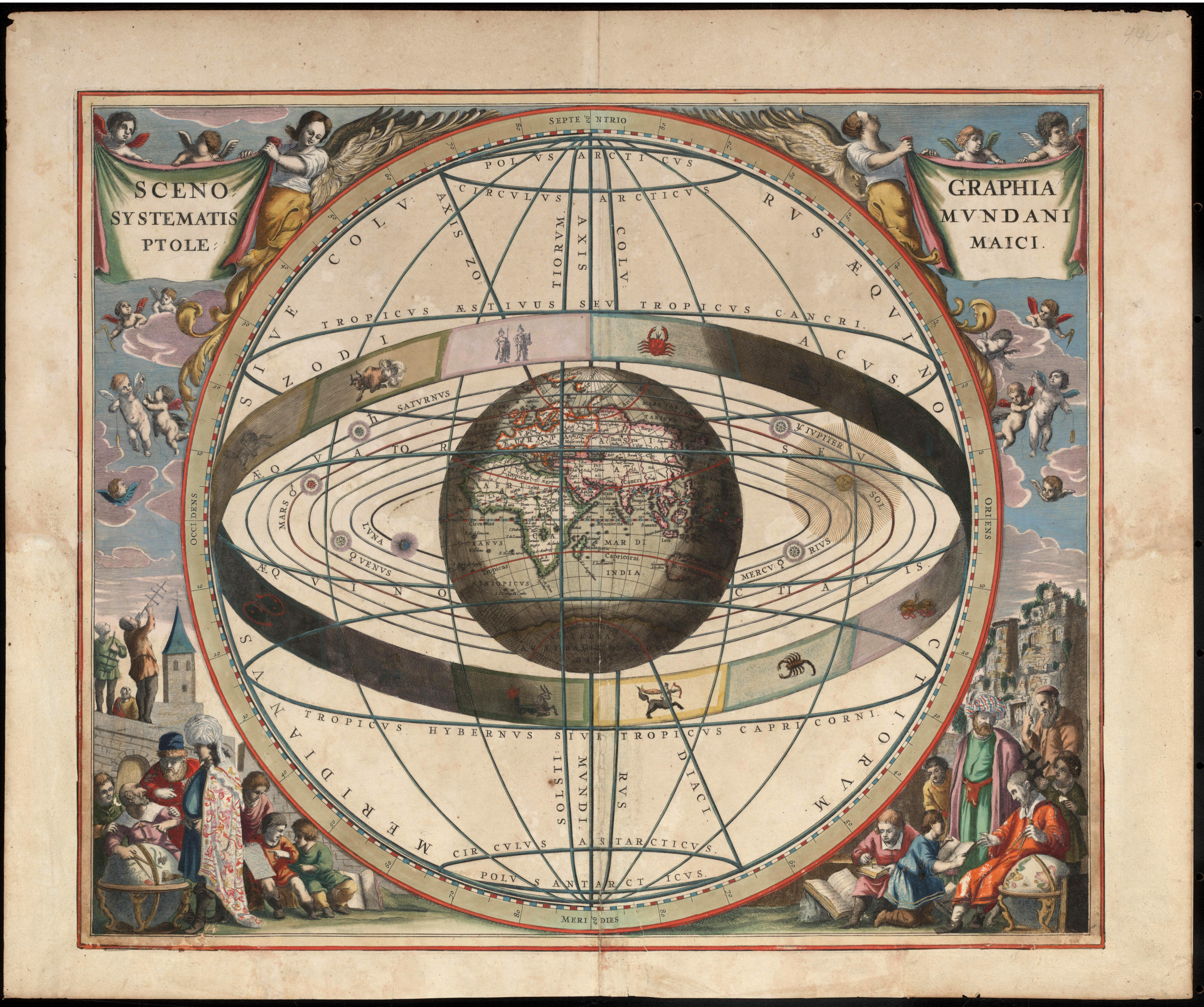
Геоцентрическая система Птолемея

Ната́льная астроло́гия (от лат. natalis — относящийся к рождению, связанный с моментом рождения), астрология рождения (в античных источниках — генетлиалогия) — раздел астрологии, описывающий характер и предсказывающий возможные события в судьбе человека по его натальному гороскопу (натальной карте, карте рождения), то есть гороскопу, составленному исходя из места и времени рождения. Натальная астрология не отвечает, когда именно произойдут те или иные события; для составления прогнозов такого рода астрологи прибегают к предсказательной астрологии.
Современная наука считает натальную астрологию (как и астрологию в целом) лженаучным учением, сравнивая её с гаданием.

## Основные положения натальной астрологии

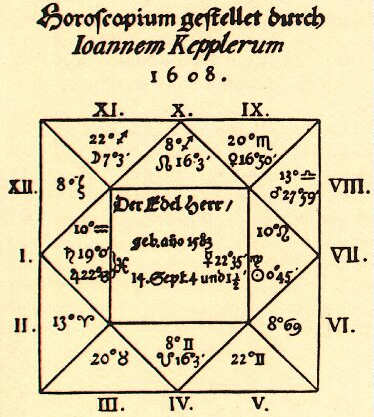
Натальный гороскоп для полководца Альбрехта фон Валленштейна, составленный Иоганном Кеплером в 1608 г.

В основе натальной астрологии лежат два утверждения:
1. генитура (устаревшее название натального гороскопа) описывает данные человеку от рождения психологические склонности, его стремления и таланты, другими словами, натальный гороскоп содержит сведения о характере человека;
2. с человеком не может произойти того, на что нет указания в натальном гороскопе, другими словами, натальный гороскоп описывает возможные события в жизни человека.

Подраздел натальной астрологии, специализирующийся на выявлении характера человека по гороскопу его рождения, получил название астропсихология. Согласно учению астропсихологии небесные тела оказывают влияние на ту или иную область психологической и поведенческой сферы человека, поэтому, анализируя положение небесных тел в знаках зодиака и взаимное влияние небесных тел через аспекты, можно сделать заключение о поведенческих особенностях человека.
Предсказание возможных в жизни человека событий основывается на астрологическом учении о двенадцати домах гороскопа, управляющих различными сферами человеческой жизни. Анализируя астрологическую ситуацию, складывающуюся вокруг дома в гороскопе, астролог делает вывод о том, какие события, затрагивающие сферу рассматриваемого дома, могут произойти с человеком.
В то же время согласно астрологической традиции натальный гороскоп не определяет судьбу человека досконально, до последней мелочи, поскольку «общие суждения отменяют частные»:

Если речь идёт о рождённом на земле чернокожих, пусть даже в его натальной карте Венера и Луна находятся в градусах Асцендента, не жди, что он будет считаться красавцем в странах, где живут белые люди, однако по меркам своей родины он будет очень красив. Также, даже если управитель этого рождённого — Меркурий, не считай его мудрым и учёным, поскольку никто не может быть учёным на земле чернокожих из-за невероятной жары, однако ты можешь судить о нём как о наиболее смышленом среди своих соплеменников. <…> Два человека рождаются в одном месте и в один и тот же час, но при этом один из них — в дворянской семье, а другой — в семье булочника, и хотя их натальные карты пророчат обоим огромную власть и величие, не думай, будто оба они одинаково возвысятся, лучше предположи, что сын дворянина станет королём, а сын булочника — купцом.
— Бен Эзра , «Книга суждений о звёздах». XI–XII вв.

## Возникновение натальной астрологии
Происхождение концепции натальной астрологии не вполне ясно. Несмотря на то, что ранние формы астрологии появились в Месопотамии не позднее последних веков III тыс. до н. э., почти до начала новой эры астрология представляла собой сплав мунданной и метеорологической астрологии, то есть занималась предсказанием событий государственного масштаба; идея индивидуального гороскопа не была знакома вавилоно-ассирийским астрологам.
Как можно судить по дошедшим до нас клинописным гороскопам, практика составления индивидуальных гороскопов возникла не позднее рубежа V–IV вв. до н. э., и, по всей видимости, являлась результатом слияния практики ежедневного наблюдения звёздного неба и развивающейся традиции гемерологий — списков благоприятных и неблагоприятных дней, напоминающих календари-месяцесловы.
Подобные календари посвящали дни года различным божествам, предписывали выполнение определённых обрядов в этот день, содержали сведения о том, будет ли данный день года благоприятным для свадьбы, торговой сделки, праздника и т. п., предсказывали судьбу новорождённого в этот день.

Месяц нисану

1-й день — [день] бога Энлиля; опасный, трудный для больного; врач не может возлагать руки на больного, пророк не может говорить. [День] непригоден для исполнения того, что хочешь… Нельзя есть рыбу… Царь очищает свою одежду. Царь должен совершить жертвоприношение Энлилю, Шамашу, Нуску.

<…>

18-й день — благоприятный; избежишь разорения и унижения. Охотник не должен ловить рыбу, птиц, зверей — это мерзость перед Гиррой. Царь приносит жертву Плеядам.
— Вавилонский «календарь-месяцеслов» (XII–VII вв. до н. э.)

День пятый месяца Фаофи — очень опасный день. Ни под каким видом не выходи в этот день из дому. Не приближайся ни к какой женщине… Всякий, рождённый в этот день, погибнет, предаваясь любви.

День шестой месяца Фаофи. Необычно счастливый день. День праздника Ра в небе… Всякий, рождённый в этот день, умрёт от опьянения.
— Египетский «Папирус Салье IV» (составлен в годы правления фараона Рамсеса II)

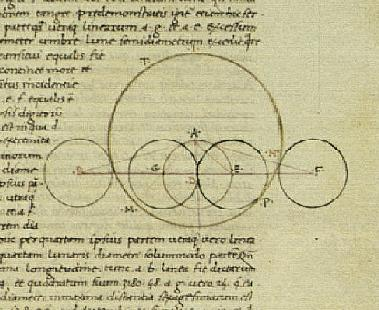
Страница из латинского перевода «Альмагеста» Клавдия Птолемея

Вполне возможно, что закрепившаяся в этих календарях идея связи судьбы ребёнка с датой его рождения после объединения с астрологической традицией и дала толчок к развитию практики составления индивидуальных гороскопов, связывающих судьбу человека с положением небесных тел в момент рождения. В то же время остаётся загадкой, на основе каких соображений тому или иному дню года гемерологии предписывали счастье и несчастье.
Дальнейшее развитие натальной астрологии, как и всей астрологии в целом, происходит на почве греко-римской мысли. Одним из существенных вкладов греческих астрологов в развитие натальной астрологии является учение о двенадцати домах гороскопа. Происхождение этой доктрины также является белым пятном в истории астрологии, поскольку не обнаружено ни одного литературного, философского или логического источника этого учения. Можно лишь предположить, что система домификации появилась около первого века нашей эры, поскольку у Манилиуса она представлена лишь в зачаточной форме, в то время как развитая система описывается Валенсом Веттиусом, то есть почти через сто лет после появления работы Манилиуса.
Согласно астрологическому воззрению самую общую, но ёмкую картину характера человека определяет восходящий знак; планета, управляющая данным знаком, именовалась владыкой рождения человека (также хозяин гороскопа, управитель гороскопа и т. п.) и считалась его покровителем. Поскольку небесная сфера совершает полный оборот за сутки, в течение дня асцендент проходит полностью все двенадцать знаков зодиака, а, значит, люди, рождённые в один день, но в разное время, должны иметь различные характеры и по-разному взаимодействовать с окружающим миром. Планеты же, их положение в гороскопе и аспекты между ними, должны вносить дополнительные коррективы и нюансы в эту картину человеческого характера.
Однако определение восходящего знака и построение гороскопа сопряжено с математическими расчётами, поэтому в начале XX века Алан Лео, имевший огромное количество заказов на гороскопы, был вынужден разработать экспресс метод анализа гороскопа, не требовавший затрат времени и доступный широкому кругу людей. Алан Лео, исходя из значимости Солнца в гороскопе (см. Солнце), усёк анализ гороскопа до анализа положения Солнца в знаке зодиака. Поскольку видимое годичное движение Солнца связано с обращением Земли, Солнце из года в год повторяет свой путь, что позволило составить календарь положений Солнца в знаках зодиака в течение года. В каждом знаке зодиака Солнце пребывает около месяца и сменяет знаки в двадцатых числах каждого месяца. Так, например, приблизительно с 21 марта по 20 апреля Солнце расположено в знаке Овна, с 20 апреля по 21 мая — в знаке Тельца и т. д. (см. знаки зодиака). Существует проблема переходных дней, связанная с порядковым номером года в високосном цикле, и с тем фактом, что Солнце переходит границу знака не ровно в полночь, а в некоторый момент времени в течение пограничного дня. Людям, родившимся на границе знаков зодиака предлагают уточнить положение Солнца на момент их рождения по таблицам эфемерид или с помощью астрологических программ. Таким образом, до Алана Лео знаком зодиака человека назывался восходящий знак или иногда знак, особенно выраженный в натальном гороскопе и играющий особую роль в судьбе данного человека, но начиная с XX века под знаком зодиака человека понимается знак Солнца в натальном гороскопе.

## Критика и попытка верификации натальной астрологии

### Натальная астрология и наука
Попыток проверить действенность натальной астрологии предпринималось множество.
По мнению астрологов, наиболее показательными исследованиями, доказывающими взаимосвязь судьбы человека с гороскопом, являются исследования Мишеля Гоклена, якобы выявившего связь профессиональной деятельности человека и некоторых черт характера с положением планет в момент рождения. Кроме того, как считают некоторые астрологи, Гоклену удалось найти некоторые доказательства правоты Кеплера, утверждавшего, что гороскопы детей и родителей связаны друг с другом. Однако результаты работы Гоклена по ряду причин рассматриваются современной наукой как некорректные.
Опровергая работоспособность астрологии, учёные, помимо общих, теоретических соображений, приводят ссылки на результаты различных исследований. Так, критику астропсихологии современная наука часто подкрепляет результатами, полученными в ходе эксперимента Форера (см. Эффект Барнума). В 1948 году психолог Бертрам Форер (Bertram R. Forer) провёл психологический эксперимент: раздал своим студентам психологический тест, чтобы по результатам тестирования предоставить им анализ их личности. Однако вместо настоящего анализа по результатам теста он давал всем один и тот же расплывчатый текст, взятый из описания некого гороскопа. Затем он попросил каждого студента оценить по пятибалльной шкале, насколько выданное описание соответствует действительности. Средняя оценка оказалась равной 4,26. На оценку точности описания студентов повлиял в том числе и авторитет преподавателя. Впоследствии эксперимент был повторён множество раз с тем же результатом. Этим эффектом учёные объясняют феномен широкой популярности астропсихологии.
Попытки проследить взаимосвязь судьбы человека с его знаком зодиака привели исследователей к выводу об отсутствии такой связи. Так, например, Дж. Беннет и Дж. Барт, экономисты из Университета Дж. Вашингтона, попытались выяснить, влияет ли положение планет относительно зодиакальных знаков на профессиональные склонности людей, в частности, на частоту поступления юношей на военную службу. По результатам исследования экономисты пришли к выводу, что связь профессиональной деятельности людей с рассмотренными астрологическими показателями отсутствует. Другой пример — исследование распределения дат рождения 17000 учёных и 6000 политических деятелей относительно знаков зодиака, выполненное американским физиком Дж. Мак-Джерви. Исследователь пришёл к выводу, что данное распределение является случайным.
Одним из наиболее убедительных доказательств ложности астрологии является эксперимент английских учёных, начатый в 1958 году и продолжающийся как минимум по середину 2000-х. Учёные изучали более 2100 человек, родившихся с интервалом менее одной минуты (так называемых «временны́х близнецов»), и проследили их дальнейшую судьбу. Согласно астрологии, такие люди должны быть близки по профессии, по уму, по привычкам и т. д. Наблюдения велись за состоянием здоровья, родом занятий, семейным положением, уровнем интеллекта, способностью к музыке, искусству, спорту, математике, языкам и т. д. Всего учитывалось свыше сотни параметров. Как и следовало ожидать, никакого сходства между «временны́ми близнецами» не было обнаружено. Они оказались столь же отличны друг от друга, как и люди, родившиеся в разное время под любыми другими созвездиями. Этот эксперимент убедительно демонстрирует несостоятельность астрологии даже людям, не обладающим глубокими научными познаниями.